# Charlotte Owen
Pour les articles homonymes, voir Owen.
Charlotte Kathryn Tranter Owen, baronne Owen d'Alderley Edge (née le 10 mai 1993), est une pair britannique et ancienne conseillère spéciale. Membre conservateur de la Chambre des lords, elle est la plus jeune récipiendaire d'une pairie à vie depuis leur introduction dans le Life Peerages Act 1958.

## Jeunesse et éducation
Charlotte Owen est née le 10 mai 1993 de Michael et Kathryn Owen. Elle grandit à Alderley Edge, Cheshire, et fréquente l'Alderley Edge School for Girls, une école privée. Elle est diplômée de l'Université d'York en 2015 avec un baccalauréat spécialisé en politique et relations internationales.

## Carrière
En 2015, Owen travaille pendant un mois à Bruxelles pour Jacqueline Foster, la cheffe adjointe des conservateurs au Parlement européen. Elle est ensuite stagiaire pour le cabinet de conseil en communication stratégique Portland Communications pendant quatre mois en 2016, avant de travailler comme stagiaire de circonscription pour le député conservateur William Wragg en janvier 2017,. Plus tard cette année-là, Owen travaille comme stagiaire parlementaire auprès de Boris Johnson pendant six mois, avant de devenir assistante parlementaire d'Alok Sharma pendant sept mois,.
Owen est ensuite assistante parlementaire principale de Jake Berry et Johnson pendant 21 mois, avant de travailler exclusivement pour Johnson pendant 14 mois par la suite. En février 2021, elle fait partie de la Number 10 Policy Unit,. Elle est gardée à ce poste après la formation du ministère Truss en septembre 2022. Sous le gouvernement Truss, le rôle d'Owen est réparti à parts égales entre la première ministre Liz Truss et la whip en chef et secrétaire parlementaire au Trésor, Wendy Morton. Elle n'est pas retenue à son poste par le successeur de Truss, Rishi Sunak, à la suite de sa nomination au poste de Premier ministre en octobre 2022.
Le 9 juin 2023, elle reçoit une pairie à vie dans les honneurs de démission de Johnson. La décision est critiquée, car Owen est perçue comme inexpérimentée et comme n'ayant pas contribué de manière significative à la politique ou à la société britannique,. Deux anciens membres du personnel du 10 Downing Street déclarent à Tortoise Media que sa nomination à la pairie est "complètement stupéfiante - sa pairie est l'une des plus étranges et des plus difficiles à expliquer car elle est si extraordinairement junior".
Le 12 juillet 2023, Owen est nommée baronne Owen d'Alderley Edge, d'Alderley Edge dans le comté de Cheshire. Elle siège à la Chambre des lords en tant que pair conservateur,. Sa nomination, à 30 ans, fait d'elle le plus jeune membre de la Chambre des Lords et la plus jeune personne à recevoir une pairie à vie.